# 三洋堂書店

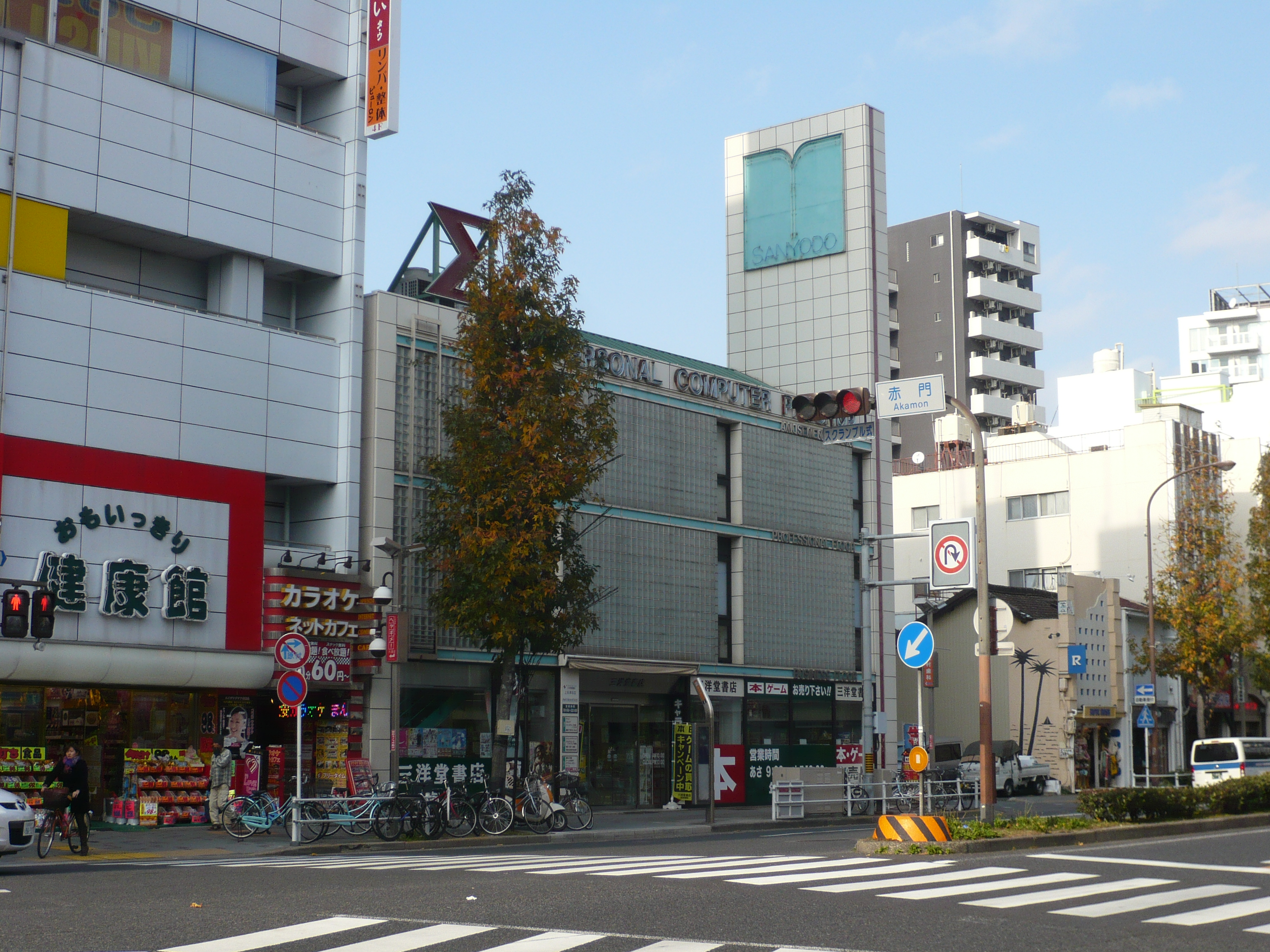
上前津店

株式会社三洋堂書店（さんようどうしょてん、英: Sanyodo Co., Ltd.）は、日本の書店チェーンである。持株会社の株式会社三洋堂ホールディングスが東証スタンダード市場に上場している。

## 概要
新刊本・文具の販売、古本の販売・買取、CD・DVDのレンタル・販売、ゲームソフトの販売・買取を行っている（店舗により事業形態は異なる）。
東海地方を中心に、近畿地方にも店舗網を広げている。また、関東地方にも出店している。
現在の本社は名古屋市瑞穂区新開町18-22で、新開橋店の4階に本社・本部がある。書籍の主要取引先はトーハン、文具の主要取引先は愛知コクヨ加藤憲。
1959年（昭和34年）に愛知県名古屋市昭和区杁中にて創業。
1991年（平成3年）11月22日、愛知県名古屋市昭和区隼人町に開店した3階建ての当時の同社最大級の広さであった店舗に本店を移転。
1996年（平成8年）12月12日、直営店の取次をこれまでの日本出版販売からトーハンに変更。
2005年度（平成17年度）より決算期を3月末に変更。
2006年（平成18年）11月1日、東証スタンダード（ジャスダック）に上場。
2008年（平成20年）2月29日、愛知県清須市の清須店の2階でコミックレンタル売り場を併設した書店の1号店をオープン。
2010年（平成22年）4月1日、中古本売買事業を扱う全額出資子会社のメディサイトコーポレーションを設立。同社は中部地方以外の新刊書店に対し、フランチャイズ方式で書店内で中古本売買のノウハウを提供する。
2012年（平成24年）、持株会社体制に移行。（旧）株式会社三洋堂書店は株式会社三洋堂ホールディングスに商号変更し、新たに事業会社として株式会社三洋堂書店を設立した。
2012年（平成24年）、店頭で保険商品を扱う子会社の三洋堂おひさま保険を設立。同年2月17日に保険商品取り扱い1号店の新開橋店をオープン。
2014年（平成26年）9月、ゲオホールディングスとの業務資本提携を発表。レンタル商材の共同調達を実施するほか、三洋堂書店の店舗建物にゲオ店舗が入居するなどしている。
2016年（平成28年）2月、三洋堂ホールディングスが子会社でフランチャイズ加盟店への経営指導などを行っていた、株式会社メディサイトコーポレーションを吸収合併。
2017年（平成29年）7月、株式会社アクトス（本社：岐阜県多治見市）と低価格のスポーツクラブ「アクトスWill_G（ウィルジー）」店舗のフランチャイズ契約を締結。同年11月、志段味店に1号店をオープン。
2020年（令和2年）9月、新開橋店2階に新品・中古トレカの販売・買取を行い、デュエルスペースも備えた「三洋堂トレカ館」1号店をオープン。
2020年（令和2年）12月1日、株式会社三洋堂書店 公式サイト（日本語）をリニューアル。ネット予約・注文、店頭在庫確認・取り置き（スマ取置）、レンタル在庫検索のほか、地元の漫画家・小説家のコラム、三洋堂スタッフの紹介記事を配信。
2022年（令和4年）12月、江南店1階にゲームやフィギュアなどのホビー商品の中古買取・販売を行う「駿河屋FC店」1号店をオープン。
2024年（令和6年）2月、豊田市の本新店で、24時間営業を開始。サイト注文＆スマ取置き、顔認証入店、セルフレジによる「スマート無人営業」。同年4月には名古屋市のよもぎ店でも24時間営業を開始。

## 経営理念
キャッチフレーズ
「ほんとのであいのおてつだい」

## 店舗一覧
（2023年7月現在）
愛知県
- 名古屋市
  - 昭和区 いりなか店（元本店、駅前店、マツモトキヨシ併設、パソコン教室）
  - 港区 当知店（V・drug併設）
  - 瑞穂区 新開橋店（トレカ館、駿河屋FC併設）
  - 守山区 志段味店（アクトスWill_G併設、パソコン教室、学習塾）
  - 名東区 よもぎ店（24時間営業、ローソン併設）
- 日進市 香久山店（プラモ館、駿河屋FC併設）
- 愛知郡東郷町 ららぽーと愛知東郷店（トレカ館のみ）
- 瀬戸市 ひしの店（24時間営業）
- 尾張旭市 城山店（トレカ館）
- 春日井市 鳥居松店（トレカ館）
- 江南市 江南店（プラモ館、駿河屋FC併設）
- 清須市 清洲店（トレカ館）
- 東海市 大田川店
- 半田市
  - 半田店
  - 乙川店（トレカ館）
- 常滑市 ホビープラネットイオンモール常滑店（プラモ、トレカ館のみ）
- 豊田市
  - 梅坪店（トレカ館）
  - 本新店（24時間営業）
- 知立市 知立店（トレカ館、アクトスWill_G併設）
- 高浜市 高浜Tぽーと店（アクトスWill_G併設）
- 碧南市 碧南店（24時間営業）
- 西尾市 西尾店
- 豊川市 豊川店（24時間営業）

岐阜県
- 岐阜市
  - 長良店（アクトスWill_G併設）
  - 市橋店（ゲオ併設）
- 大垣市 大垣バロー店
- 養老郡養老町 養老店（アクトスWill_G併設）
- 不破郡垂井町 垂井店（トレカ館）
- 本巣市 本巣店
- 瑞穂市 穂積店（トレカ館）
- 山県市 高富店
- 各務原市 各務原店（トレカ館）
- 多治見市
  - たじみ店（文具館、ダイソー併設）
  - 多治見南店（ワッツウィズ併設）
- 土岐市 土岐店
- 瑞浪市 瑞浪中央店（アクトスWill_G併設、ワッツウィズ併設）
- 恵那市　アクロスプラザ恵那店
- 中津川市
  - 中津川店（トレカ館）
  - ルビットタウン中津川店
- 可児市 下恵土店（24時間営業）
- 美濃加茂市 みのかも店（トレカ館、24時間営業）
- 関市
  - 新関店（トレカ館）
  - せき東店
- 郡上市 大和店（24時間営業）
- 高山市
  - 高山店
  - ルビットタウン高山店
  - こくふ店（セリア併設）

三重県
- 津市 白塚店
- 桑名市
  - 桑名店（駿河屋FC併設）
  - 星川店（アクトスWill_G併設、トレカ館）
- いなべ市 北勢店
- 四日市市
  - 富田店
  - 生桑店（トレカ館）
- 三重郡菰野町 菰野店（トレカ館）
- 名張市 名張店（トレカ館）

奈良県
- 奈良市 大安寺店（駿河屋FC併設）
- 桜井市 桜井店（トレカ館）
- 橿原市 橿原神宮店
- 香芝市 香芝店（トレカ館）

滋賀県
- 近江八幡市 近江八幡店（トレカ館）
- 犬上郡豊郷町 豊郷店（トレカ館）
- 長浜市 長浜店（ゲオ併設、トレカ館）

福井県
- 小浜市 小浜店

長野県
- 駒ヶ根市 駒ヶ根店（ゲオ併設、トレカ館、プラモ館）

茨城県
- 石岡市 石岡店（ミーツ併設）

## でらコミ！
三洋堂スタッフがお薦めする30作品から、読者投票で "でらおもしろいイチオシコミック" を選ぶ漫画大賞。
毎年1月に、三洋堂書店の店頭とX(旧Twitter)で投票、3月に発表される。
2025年の「でらコミ！６」から、Pontaマンガとのコラボ企画を開始。Pontaマンガ特設サイトなどからノミネート作の試し読みができ、期間中 最も読まれた作品は「Pontaマンガ賞」として表彰される。
2020年「でらコミ！」
- 大賞『おじさまと猫』
- 準大賞『間違った子を魔法少女にしてしまった』
- 第3位『八十亀ちゃんかんさつにっき』

2021年「でらコミ！２」
- 大賞『【推しの子】』
- 準大賞『SPY×FAMILY』
- 第3位『わたしの幸せな結婚』（コミカライズ）

2022年「でらコミ！３」
- 大賞『アオのハコ』
- 準大賞『雨と君と』
- 第3位『ちいかわ なんか小さくてかわいいやつ』

2023年「でらコミ！４」
- 大賞『多聞くん今どっち！？』
- 準大賞『薫る花は凛と咲く』
- 第3位『お隣の天使様にいつの間にか駄目人間にされていた件』（コミカライズ）

2024年「でらコミ！５」
- 大賞『魔法少女♡三十路』
- 準大賞『令和のダラさん』
- 第3位『ホタルの嫁入り』

2025年「でらコミ！６」
- 大賞『ドカ食いダイスキ！もちづきさん』
- 準大賞『シバつき物件』
- Pontaマンガ賞『お局令嬢と朱夏の季節』